# Grafschaft Kraiburg

Wappen der Pfalzgrafen von Kraiburg, ein Seitenzweig des Hauses Ortenburg. Heute ist das Wappen Teil des Staatswappens von Bayern und steht für Altbayern.

Die Grafschaft Kraiburg (auch Grafschaft Kraiburg-Marquartstein oder Grafschaft Kraiburg-Ortenburg bezeichnet) war ein mittelalterliches Herrschaftsgebiet in Ober- und Niederbayern mit Hauptsitz in Kraiburg am Inn. Die Grafschaft erstreckte sich im Gebiet der späteren bayerischen Landgerichte Kraiburg und Mörmoosen. Sie war etwa 150 Jahre eine selbstständige, mächtige und einflussreiche Grafschaft im Herzogtum Bayern.

## Geschichte
Die Grundlage des späteren Hauptortes Kraiburg bildete der Edelhof des Sigiberts. Aus diesem bildete sich bald der Ort Chreidorf, die alte Bezeichnung Kraiburgs. Der Ort gehörte seit dem 8. Jahrhundert zum Isengau, welcher sich von der Rott bis zur Alz erstreckte.
Der erste Graf und Gründer der Grafschaft Kraiburg war Engelbert II. aus dem Hause der Spanheimer. Er war es auch, welcher auf dem strategisch günstigen Bergkegel über dem Ort Kraiburg eine wehrhafte Burg (Burg Kraiburg) errichten ließ. Diese sollte von nun an der Stammsitz der Grafen von Kraiburg sein.
Engelbert erwarb durch seine erste Ehe mit der reichen Erbtochter Utta, Tochter des Grafen Ulrich von Vohburg-Passau († 1099) große Besitzungen südwestlich von Passau, im Rottal und im Isengau. Durch seine zweite Ehe mit der Witwe Adelheid von Lechsgemünd, der Frau des verstorbenen Marquart von Marquartstein und Hohenstein, erwarb er weitere große Besitzungen um Marquartstein im Chiemgau. Mit dieser Ehe fiel Engelbert die Burg Marquartstein zu, welche von Marquart von Marquartstein im Jahre 1075 erbaut wurde.
Diese Besitzungen bildeten den Großteil der Grafschaft, welche von Engelbert II. regiert wurde. Um das Jahr 1108 tritt Engelbert erstmals als Graf von Kraiburg und Marquartstein auf. Im selben Jahr wurde Engelbert Markgraf von Istrien. Aus diesem Grund nannten er und sein Nachfolger Engelbert III. sich fälschlicherweise auch Markgraf von Kraiburg und Marquartstein, obwohl die Grafschaft keine Mark des Heiligen Römischen Reiches war.
Als Engelbert II. im Jahre 1124 seinem verstorbenen Bruder Herzog Heinrich IV. als Herzog von Kärnten nachfolgte, übergab er die Markgrafschaft Istrien und die Grafschaft Kraiburg-Marquartstein an seinen Sohn Engelbert III. Weitere Besitzungen, nördlich Kraiburgs, gingen an seinen jüngsten Sohn Rapoto I., welcher daraus die Grafschaft Ortenburg gründete.
Engelbert III. stellte sich immer wieder in den Dienst des Reiches und des katholischen Glaubens. So nahm er an vielen Reichstagen und im Jahre 1135 sogar am Konzil in Pisa teil, wo ihm vom Papst Innozenz II. die Markgrafschaft Tuscien verliehen wurde. Dieses Amt hatte er jedoch nur für ein Jahr inne.
Im Jahre 1173 verstarb Engelbert verwitwet und kinderlos. Seine Besitztümer in Bayern fielen an seinen jüngeren Bruder Rapoto I. von Ortenburg. Dieser war Ahnherr der Grafen von Ortenburg. Sein Geschlechtszweig der Spanheimer und seine Nachkommen bestimmten von nun an die Grafschaft und ihr Geschehen. So wurde die Grafschaft Kraiburg-Marquartstein Teil der Ortenburg’schen Besitzungen mit den Grafschaften Ortenburg und der Grafschaft Murach. Die Besitzungen des Hauses Ortenburg erstreckten sich von Tirschenreuth in der Oberpfalz über einen weiten Bogen bis Kitzbühel in Tirol. Zusammen mit der Grafschaft Ortenburg bildete die Grafschaft Kraiburg das Kernland des Ortenburger Herrschaftsgebiets.
Nach Rapotos Tod im Jahre 1186 fielen seine Besitzungen an seine beiden Söhne Rapoto II. von Ortenburg und Heinrich I. Diese teilten die väterlichen Besitzungen auf. Heinrich bekam die Grafschaft Ortenburg und die Grafschaft Murach, Rapoto die Grafschaft Kraiburg-Marquartstein und die Besitzungen im Chiemgau und südlich davon. Diese Besitzteilung des Ortenburger Hauses sollte sich als endgültig erweisen. Die Gebiete wurden nach dieser Teilung nicht mehr wiedervereint.
Der nun in Kraiburg regierende Rapoto II. von Ortenburg war zusammen mit seinem Bruder Heinrich mehrfach in Konflikte mit den Nachbarn, den Bischöfen von Passau, den Herzögen von Bayern und Österreich und dem König von Böhmen, verwickelt. So fiel Herzog Ludwig I. von Bayern, der Schwager Rapotos II., im Jahre 1199 in das Kraiburger Land ein und zerstörte die Stammburg Kraiburg. Nachdem sich die Ortenburger eines Überfalls, aus Rache aufgrund einer Fehde aus dem Jahre 1192, auf das Bistum Passau schuldig gemacht hatten. Nach Beilegung des Konflikts ließ Rapoto die Burg wiedererrichten.
Im Jahre 1209 wurde Rapoto II. die Pfalzgrafenwürde im Herzogtum Bayern verliehen. Somit wurde er der Stellvertreter des Kaisers und des Herzoges im Herzogtum Bayern. Sein Amt führte er von Kraiburg aus. Der Ort wie auch die gesamte Grafschaft profitierten wirtschaftlich sehr von diesem Schritt. So setzte sich Rapoto II. in seiner Grafschaft sehr für den Ausbau des Handels ein und errichtete ein Handelsnetz mit Kraiburg als zentralem Punkt.
1231 starb Rapoto II. und sein Amt und seine Würden fielen an seinen Sohn Pfalzgraf Rapoto III. von Ortenburg. Unter seiner Herrschaft stand das Kraiburger Grafenhaus am Zenit seiner Macht. Die Kraiburger Besitzungen erstreckten sich von der Donau über große Teile des Rottals bis zum rechten Innufer, von der Alz bis an die Traun und vom Süden des Chiemsees bis ins Brixental. Des Weiteren hatte er große Lehensgüter im Salzburger Raum von den dortigen Bischöfen. Das Grafschaftsgebiet wurde abgesichert durch die Burgen Kraiburg, Trostberg, welche Rapoto III. 1232 errichten ließ, Massing, Dachberg, Rotenberg und Griesbach.
Nach Rapotos Tod im Jahre 1248 endete die Ortenburg'sche Herrschaft über die Kraiburger Grafschaft, da er nur eine Tochter hatte. Diese heiratete Hartmann I. von Werdenberg, welcher diese Besitzungen an sich nahm. Seither nannte sich Hartmann Pfalzgraf von Kraiburg. Im Jahre 1259 veräußerte Hartmann die Grafschaft und die gesamten Besitzungen des ehemals ortenburgisch-pfalzgräflichen Hauses an den Wittelsbacher Herzog Heinrich XIII. von Niederbayern. Dieser gliederte die Besitzungen an sein Herzogtum an, was das Ende für die Grafschaft bedeutete.

## Liste der amtierenden Grafen
| Name                       | Regierungszeit | Abstammung               |
| Engelbert II. von Spanheim | 1103–1124 Markgraf von Istrien und Krain, 1108–1124 Graf von Kraiburg und Marquartstein, 1123–1135 Herzog von Kärnten, 1123–1135 Markgraf von Verona | Sohn Engelberts I.       |
| Engelbert III.             | 1124–1173 Markgraf von Istrien, 1124–1173 Graf von Kraiburg und Marquartstein, 1135–1136 Markgraf von Tuscien                                        | Sohn Engelberts II.      |
| Rapoto I. von Ortenburg    | 1134–1186 Graf von Ortenburg, 1163–1186 Graf von Murach, 1173–1186 Graf von Kraiburg und Marquartstein                                               | Sohn Engelberts II.      |
| Rapoto II. von Ortenburg   | 1186–1231 Graf von Kraiburg und Marquartstein, 1208–1231 Pfalzgraf von Bayern                                                                        | Sohn Rapotos I.          |
| Rapoto III. von Ortenburg  | 1231–1248 Graf von Kraiburg und Marquartstein, 1231–1248 Pfalzgraf von Bayern                                                                        | Sohn Rapotos II.         |
| Hartmann I. von Werdenberg | 1248–1259 Graf von Kraiburg und Marquartstein | Rudolf I. von Werdenberg |